# Prairie Home (Missouri)
Prairie Home est une ville du comté de Cooper, dans le Missouri, aux États-Unis,. Située à l'est du comté, elle est fondée en 1874 et baptisée en référence aux prairies alentour. Elle est incorporée en 1954.

## Démographie
Lors du recensement de 2010, la ville comptait une population de 280 habitants. Elle est estimée, en 2016, à 283 habitants.

## Source de la traduction
- (en) Cet article est partiellement ou en totalité issu de l’article de Wikipédia en anglais intitulé « Prairie Home, Missouri » (voir la liste des auteurs).